# Avon Lake, Ohio
Avon Lake là một thành phố thuộc quận Lorain, tiểu bang Ohio, Hoa Kỳ. Năm 2010, dân số của thành phố này là 22581 người.

## Dân số
- Dân số năm 2000: 18145 người.
- Dân số năm 2010: 22581 người.